# Steffen Kern

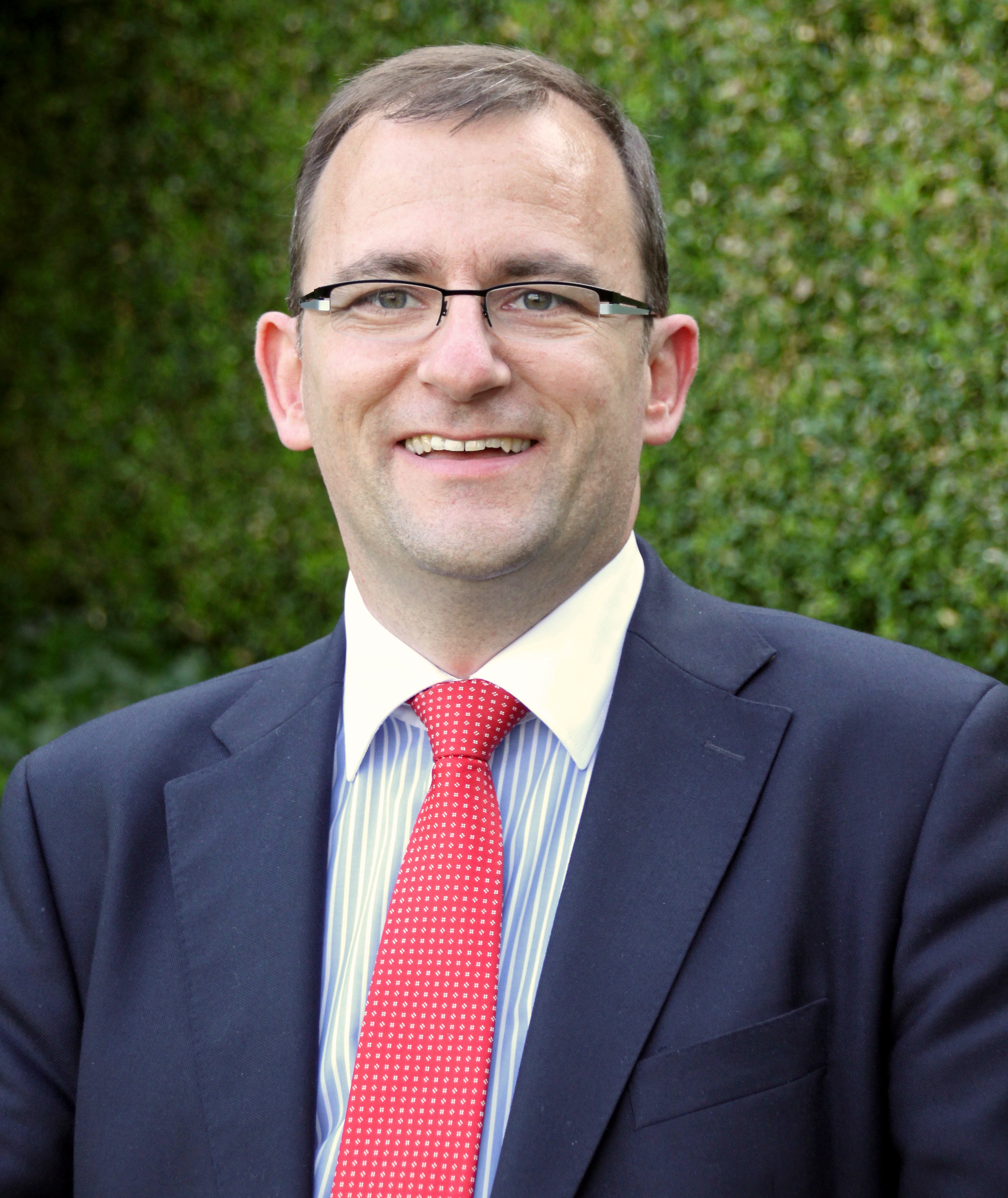
Steffen Kern

Steffen Kern (* 1973 in Schwäbisch Hall) ist ein deutscher Pfarrer, Journalist, Autor und Präses des Evangelischen Gnadauer Gemeinschaftsverbandes. Er gilt als einer der führenden Repräsentanten des Pietismus in Deutschland. Kern ist Mitglied der EKD-Synode, der Evangelischen Landessynode Württemberg, Redner bei Großveranstaltungen und Vorstandsmitglied der Stiftung für christliche Wertebildung.

## Leben und Wirken
Nach dem Abitur in Gaildorf leistete Kern den Zivildienst in der Diakonischen Bezirksstelle Gaildorf. Von 1993 bis 1994 studierte er am Sprachenkolleg in Stuttgart, danach von 1995 bis 2001 evangelische Theologie in Tübingen und Erlangen. Während des Studiums absolvierte er zusätzlich eine journalistische Ausbildung und arbeitete unter anderem für den Evangelischen Pressedienst (epd), die Evangelische Rundfunkagentur (ERA), sowie für verschiedene Zeitungen, Magazine und Verlage. Als Journalist, Produzent und Autor veröffentlichte er mehrere Bücher und CDs, etwa den biografischen Roman „Mehr als Millionen“ über Sabine Ball als sogenannte Mutter Teresa von Dresden.
Im Jahr 2003 trat er sein Vikariat an, das er 2005 abschloss. 2005 wurde er als Studienassistent ans Albrecht-Bengel-Haus in Tübingen berufen, im Jahr 2008 wurde er dort zum Studienleiter ernannt. Im selben Jahr wurde er Mitglied im Vorstand der Ludwig-Hofacker-Vereinigung, jetzt ChristusBewegung Lebendige Gemeinde. Im Herbst 2008 wurde Kern Vorsitzender des Gemeinschaftsverbandes Die Apis. Evangelischer Gemeinschaftsverband Württemberg e. V.. Der Verband ist an etwa 500 Orten in Baden-Württemberg und Bayern mit verschiedenen Initiativen präsent. Unter anderem betreibt er das Christliche Gästezentrum Schönblick in Schwäbisch Gmünd, das deutschlandweit als Tagungszentrum etabliert ist und jährlich etwa 65.000 Übernachtungen verzeichnet. In Stuttgart ist der Verband Träger des HoffnungsHauses Stuttgart, einer Anlaufstelle für Prostituierte im Stuttgarter Leonhardsviertel. Außerdem hat der Verband eine eigene Kinder- und Jugendarbeit und betreibt die Christliche Gemeindemusikschule.
Von 2001 bis 2014 und erneut seit 2020 ist Kern Mitglied der Landessynode der Evangelischen Landeskirche in Württemberg. Von 2007 bis 2014 war er Sprecher des synodalen Gesprächskreises Lebendige Gemeinde. Er war unter anderem Mitglied im Ältestenrat der Synode sowie im Theologischen Ausschuss und im Medienrat der Landeskirche außerdem amtierte er als stellvertretendes Mitglied der EKD-Synode. Seit 2014 ist Kern Mitglied der EKD-Synode. Dort ist er in der Leitung der synodalen Arbeitsgruppe „Lebendige Kirche“. Der Rat der EKD berief ihn 2016 in die Kammer für Öffentliche Verantwortung. Bis 2022 war er Mitglied des Hauptvorstands der Deutschen Evangelischen Allianz.
Im Jahr 2016 wurde er gemeinsam mit Elke Werner zu einem der beiden Hauptredner der europaweiten Medien-Evangelisation ProChrist gewählt. Als Radiopfarrer gestaltet Kern seit 2002 die Verkündigungssendungen der Evangelischen Landeskirche in Württemberg beim Sender Antenne 1. Seit 2013 ist er Mitglied im Vorstand der Stiftung für christliche Wertebildung, „die Wertestarter“. Seit September 2021 amtiert er als Präses des Evangelischen Gnadauer Gemeinschaftsverbandes.

## Engagement
Kern engagiert sich vielfach in der Förderung christlicher Bildungseinrichtungen, sozial-diakonischer Initiativen und des kirchlichen Lebens.
So ist er im Vorstand der Stiftung für christliche Wertebildung, die Wertestarter, ebenso tätig wie im Vorstand der Christusbewegung „Lebendige Gemeinde“. Außerdem gehört er dem Vorstand der Evangelisations-Veranstaltung ProChrist an. Bei dem Glaubensfestival ProChrist 2013 in der Stuttgarter Porsche-Arena vertrat er spontan den erkrankten Hauptredner Ulrich Parzany. Kern ist darüber hinaus Mitglied im Albrecht-Bengel-Haus e.V. und im CVJM.

## Privates
Kern ist seit 1999 mit Christine Maurer verheiratet. Das Paar hat zwei Kinder und wohnt in Walddorfhäslach.

## Veröffentlichungen
- Allee der Kosmonauten – Kinder der Sehnsucht, SCM Hänssler, Holzgerlingen 2004, ISBN 978-3-7751-4190-1.
- Gott geht mit, SCM Hänssler, Holzgerlingen 2006, ISBN 978-3-7751-4455-1.
- Hoffnungsgeschichten, SCM Hänssler, Holzgerlingen 2006, ISBN 978-3-7751-4464-3.
- Mehr als Millionen: Sabine Ball: Millionärin – Hippie – Mutter Teresa von Dresden, Brunnen, Gießen 2002,16. Aufl. 2015, ISBN 978-3-7655-4035-6.
- Ostern ist mehr: das Geheimnis vom Kreuz und dem leeren Grab, SCM Hänssler, Holzgerlingen 2008, ISBN 978-3-7751-4841-2.
- Ich lebe gern: vom Glück eines gesegneten Lebens, SCM Hänssler, Holzgerlingen 2009, ISBN 978-3-7751-5122-1.
- Warum das Leid? Unsere Sehnsucht nach Hoffnung, SCM Hänssler, Holzgerlingen 2010, ISBN 978-3-7751-5260-0.
- Voll konfi: Dein Buch zur Konfirmation, SCM Hänssler, Holzgerlingen 2012, ISBN 978-3-7893-9515-4.
- Mein Gott Jesus! Seine Wunder bewegen die Welt, SCM Hänssler, Holzgerlingen 2015, ISBN 978-3-7751-5664-6.
- Hoffnungsmensch. Mit dem Himmel im Herzen die Welt verändern, SCM Hänssler, Holzgerlingen 2023, ISBN 978-3-417-00070-2.

als Mitautor
- mit Uwe Rechberger: Eine Taufe – tausend Fragen : wie wir ein Gottesgeschenk neu entdecken, SCM Hänssler, Holzgerlingen 2008, ISBN 978-3-7751-4798-9.
- mit Matthias Hanßmann: Der Traum vom Glück: Lieder zum Leben, Cap! Music, Haiterbach-Beihingen 2009, ISBN 978-3-86773-100-3.
- mit Ute Mayer (Hrsg.): Mein Stück Himmel für heute: in 366 Andachten durch die Bibel, SCM Hänssler, Holzgerlingen 2019, ISBN 978-3-7751-5996-8.